# Manzac (Puèi Domat)
Manzac (en francès Manzat) és un municipi francès situat al departament del Puèi Domat i a la regió d'Alvèrnia-Roine-Alps. L'any 2007 tenia 1.218 habitants.

## Demografia

### Població
El 2007 la població de fet de Manzat era de 1.218 persones. Hi havia 546 famílies de les quals 176 eren unipersonals (84 homes vivint sols i 92 dones vivint soles), 189 parelles sense fills, 133 parelles amb fills i 48 famílies monoparentals amb fills.
La població ha evolucionat segons el següent gràfic:
Habitants censats

### Habitatges
El 2007 hi havia 699 habitatges, 552 eren l'habitatge principal de la família, 90 eren segones residències i 57 estaven desocupats. 600 eren cases i 95 eren apartaments. Dels 552 habitatges principals, 418 estaven ocupats pels seus propietaris, 113 estaven llogats i ocupats pels llogaters i 21 estaven cedits a títol gratuït; 5 tenien una cambra, 33 en tenien dues, 98 en tenien tres, 150 en tenien quatre i 265 en tenien cinc o més. 354 habitatges disposaven pel capbaix d'una plaça de pàrquing. A 253 habitatges hi havia un automòbil i a 229 n'hi havia dos o més.

### Piràmide de població
La piràmide de població per edats i sexe el 2009 era:
| Homes | Edats   | Dones |
| ----- | ------- | ----- |
| 0     | 95 o +  | 0     |
| 0     | 90 a 94 | 4     |
| 12    | 85 a 89 | 36    |
| 0     | 80 a 84 | 12    |
| 36    | 75 a 79 | 44    |
| 20    | 70 a 74 | 32    |
| 36    | 65 a 69 | 24    |
| 48    | 60 a 64 | 36    |
| 36    | 55 a 59 | 32    |
| 72    | 50 a 54 | 32    |
| 52    | 45 a 49 | 72    |
| 52    | 40 a 44 | 52    |
| 24    | 35 a 39 | 56    |
| 44    | 30 a 34 | 12    |
| 20    | 25 a 29 | 12    |
| 48    | 20 a 24 | 52    |
| 76    | 15 a 19 | 48    |
| 44    | 10 a 14 | 40    |
| 20    | 5 a 9   | 24    |
| 12    | 0 a 4   | 36    |

## Economia
El 2007 la població en edat de treballar era de 765 persones, 546 eren actives i 219 eren inactives. De les 546 persones actives 518 estaven ocupades (290 homes i 228 dones) i 28 estaven aturades (10 homes i 18 dones). De les 219 persones inactives 87 estaven jubilades, 52 estaven estudiant i 80 estaven classificades com a «altres inactius».

### Ingressos
El 2009 a Manzat hi havia 551 unitats fiscals que integraven 1.236 persones, la mediana anual d'ingressos fiscals per persona era de 16.606,5 €.

### Activitats econòmiques
Dels 66 establiments que hi havia el 2007, 1 era d'una empresa alimentària, 2 d'empreses de fabricació d'altres productes industrials, 17 d'empreses de construcció, 16 d'empreses de comerç i reparació d'automòbils, 4 d'empreses de transport, 9 d'empreses d'hostatgeria i restauració, 1 d'una empresa financera, 2 d'empreses immobiliàries, 5 d'empreses de serveis, 6 d'entitats de l'administració pública i 3 d'empreses classificades com a «altres activitats de serveis».
Dels 29 establiments de servei als particulars que hi havia el 2009, 1 era una oficina d'administració d'Hisenda pública, 1 gendarmeria, 1 oficina de correu, 1 una oficina bancària, 1 funerària, 1 taller de reparació d'automòbils i de material agrícola, 1 paleta, 5 fusteries, 3 lampisteries, 3 electricistes, 2 empreses de construcció, 1 perruqueria, 1 veterinari, 6 restaurants i 1 agència immobiliària.
Dels 7 establiments comercials que hi havia el 2009, 1 era una botiga de més de 120 m², 2 botiges de menys de 120 m², 1 una fleca, 1 una carnisseria, 1 una llibreria i 1 una botiga de roba.
L'any 2000 a Manzat hi havia 41 explotacions agrícoles que ocupaven un total de 2.132 hectàrees.

## Equipaments sanitaris i escolars
L'únic equipament sanitari que hi havia el 2009 era una farmàcia.
El 2009 hi havia una escola elemental. Manzat disposava d'un col·legi d'educació secundària amb 187 alumnes.

## Poblacions més properes
El següent diagrama mostra les poblacions més properes.